# Jeff Ross
Jeffrey Ross Lifschultz (Springfield, Nueva Jersey, 13 de septiembre de 1965), conocido profesionalmente como Jeff Ross, es un comediante, escritor y actor estadounidense. Su habilidad para realizar famosos brindis cómicos de famosos y sus apariciones en Comedy Central's Roasts lo han llevado a ser apodado «The Roastmaster General». Ha aparecido en varios proyectos de cine, televisión y dibujos animados. Ha hecho apariciones en eventos para soldados estadounidenses y dirigió un documental que cubre sus experiencias recorriendo las bases estadounidenses en Irak.

## Primeros años
Jeffrey Ross Lifschultz nació y se crio en una familia judía en Springfield, Nueva Jersey, donde asistió a Jonathan Dayton High School. Su madre murió de leucemia cuando tenía 14 años. Su padre poseía y dirigía una instalación para banquetes; murió cuando Ross tenía 19 años. Ross estudió taekwondo a una edad temprana, alcanzando el nivel de cinturón negro cuando tenía 10 años.
Ross y su hermana asistieron a la Universidad de Boston; se graduó de su Facultad de Comunicación. En una entrevista de 2008 para el programa BUTV10 dirigido por estudiantes de Full Circle, Ross mencionó que durante sus años universitarios fue director de la WTBU de BU y trabajó en la filial local de NPR.

## Carrera

### Primeros años
Su aparición durante una noche de micrófono abierta de 1996 en la noche en la ciudad de Nueva York en la ahora cerrada Greenwich Village del Boston Comedy Club (coordinado por Tracey Metzger) aparece en la película Celtic Pride.
Ross atribuye una broma particular hecha a expensas de Bea Arthur y Sandra Bernhard en el brindis de Jerry Stiller de Friars Club en 1999 por crear su carrera de brindis cómico. Ross era el productor del espectáculo y un invitado. No fue la broma en sí misma, que él afirma que no fue tan graciosa, sino la reacción sin palabras de Arthur al respecto. Él dijo: «Me sentí como si ella [Bea Arthur] me pusiera en el mapa porque a todas partes que iba, la gente me citaba esta broma».

### Brindis cómico
| Ross es el actual Roastmaster General del «New York Friars Club» y fue un brindis de los doce Comedy Central Roasts: - Pamela Anderson (2005) - William Shatner (2006) - Flavor Flav (2007) - Bob Saget (2008) - Larry the Cable Guy (2009) - Joan Rivers (2009) - David Hasselhoff (2010) - Donald Trump (2011) - Charlie Sheen (2011) - Roseanne Barr (2012) - James Franco (2013) - Justin Bieber (2015) - Rob Lowe (2016) - Bruce Willis (2018) | También ha escrito, realizado y producido varios otros brindis famosos, incluidos los de: - Hugh Hefner - Rob Reiner - Jerry Stiller - Drew Carey - Emmitt Smith - Carson Daly - Mike Greenberg - Mike Golic - Gene Simmons - David Hasselhoff |

### Apariciones

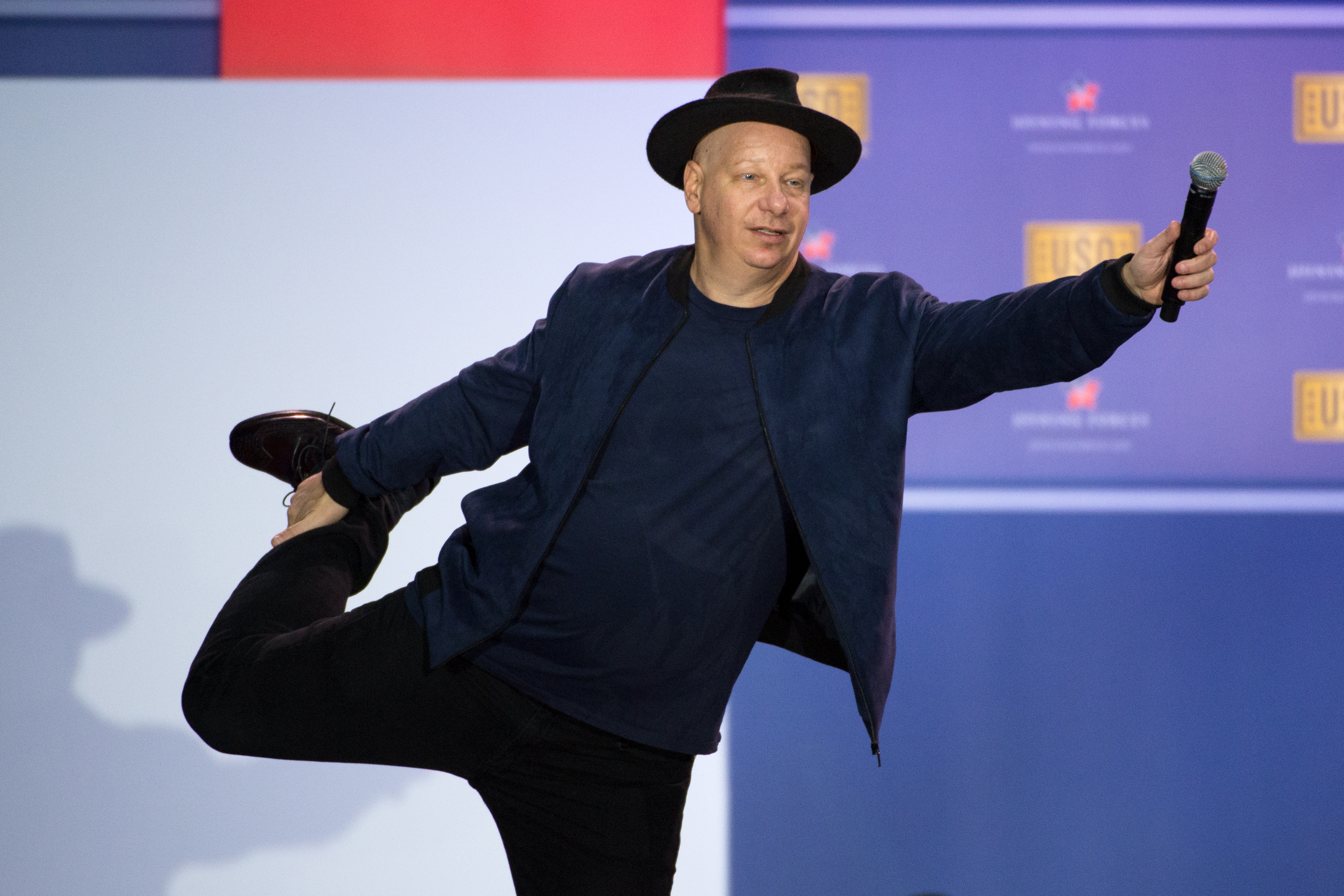
Ross en mayo de 2016

El 1 de septiembre de 2009, Ross fue el primer invitado en el episodio debut del podcast WTF with Marc Maron. El 6 de abril de 2017, Ross fue el invitado en el episodio 800 del programa.
En 2015, Ross protagonizó el especial de televisión de Comedy Central, Jeff Ross Roasts Criminals: Live from Brazos County Jail, donde realizó una comedia de pie para hombres y mujeres convictos en el Condado de Brazos, Texas.
Ross compitió en la séptima temporada de Dancing with the Stars. Él fue emparejado con la bailarina profesional Edyta Śliwińska. Durante el ensayo de su primer baile, Śliwińska golpeó accidentalmente a Ross en el ojo, causándole una córnea raspada. Contra el consejo del doctor, Ross continuó la competencia. Ellos realizaron el chachachá con «Play That Funky Music», pero fueron los primeros en ser eliminados. Más tarde realizaron un quickstep con «I Get a Kick out of You» como una repetición para el show de eliminación.
El 14 de agosto de 2012, Jeff Ross debutó su programa semanal Comedy Central, The Burn with Jeff Ross, que se emitió durante dos temporadas.
Él aparece en la película The Aristocrats.
Apareció en el tercer torneo de Celebrity Poker, pero perdió en su primer partido.

## Filmografía
El stand-up de Ross ha aparecido en la serie animada Shorties Watchin' Shorties de Comedy Central. Proporcionó la voz para el beagle Buddy en el programa de sátira animada de MTV2 que creó, Where My Dogs At?. Una versión animada de Jeff Ross aparece en Batman: The Brave and the Bold en la apertura del episodio «Crisis: 22,300 Miles Above Earth» expresada por el propio Ross. Él distrae al Joker y los otros villanos en el famoso brindis cómico del Joker para que Batman escape literalmente al brindis en vivo. Cuando el Joker intenta escapar, Ross lo detiene. Cuando posteriormente sugiere que podría ser un luchador del crimen a tiempo completo, Batman secamente aconseja que solo se quede en la comedia.
Ross interpretó un papel dramático en CSI de CBS. También ha actuado en A dos metros bajo tierra de HBO, The Sarah Silverman Program de Comedy Central y Weeds de Showtime. Ha aparecido como un miembro del elenco regular en Wild 'n Out de Nick Cannon en MTV.
En cine, apareció en Stuck on You.
En Future-Worm!, él expresó al Sr. Bleaker, un maestro que anteriormente estaba en una banda llamada «Titanium White».

## Otras actividades
El único crédito directivo de Ross, Patriot Act: A Jeffrey Ross Home Movie (2005), recibió el Premio a la mejor película en el Festival de comedia de Montreal. El documental trata sobre la experiencia de cambio de vida de Ross entreteniendo a las tropas estadounidenses estacionadas en todo Irak. Cuenta con comediantes y actores cómicos Drew Carey, Blake Clark y Kathy Kinney.
Ross es el autor de I Only Roast the Ones I Love: Busting Balls Without Burning Bridges, un libro publicado el 15 de septiembre de 2009. Narra su ascenso al estrellato e incluye consejos para escribir chistes de brindis y tiene ideas sobre cómo ponerse un brindis cómico.

## Actividad política
Jeff Ross es un demócrata. Ross visitó a los manifestantes del movimiento Occupy en Los Ángeles para apoyar su causa y tomó el micrófono para hablar públicamente a la multitud. Combinó el mensaje del movimiento con su comedia.